# Orsières
Orsières es una comuna suiza del cantón del Valais, localizada en el distrito de Entremont. Limita al norte con las comunas de Martigny-Combe, Bovernier y Sembrancher, al este con Bagnes, Liddes y Bourg-Saint-Pierre, al sur con Saint-Rhémy-en-Bosses (IT-AO) y Courmayeur (IT-AO), y al oeste con Chamonix-Mont-Blanc (FR-74) y Trient.